# Pétange
Pétange (luxemburguès Péiteng, alemany Petingen) és una comuna i vila a l'est de Luxemburg, que forma part del cantó d'Esch-sur-Alzette. Comprèn les viles de Pétange, Lamadelaine i Rodange. Limita amb Bascharage a l'est, Differdange, al sud, Aubange al nord-oest, Longlaville (Meurthe i Mosel·la) a l'oest i Saulnes (Meurthe i Mosel·la) al sud-oest.
A la ciutat es troba l'estadi Municipal de Pétange amb capacitat per a 2.400 espectadors i on juga l'equip del Club Sportif Pétange.

## Població
| Nacionalitat   | Població | %      |
| -------------- | -------- | ------ |
| Luxemburguesos | 8.514    | 61,92% |
| Forasters      | 5.235    | 38,08% |
| - Portuguesos  | 2.543    | 18,50% |
| - Francesos    | 554      | 4,03%  |
| - Italians     | 759      | 5,52%  |
| - Belgues      | 610      | 4,44%  |
| - Alemanys     | 104      | 0,76%  |
| - Iugoslaus    | 308      | 2,24%  |
| - Altres       | 357      | 2,60%  |

## Evolució demogràfica
| Any        | Població |
| ---------- | -------- |
| 15/02/2001 | 13.749   |
| 01/01/2002 | 13.986   |
| 01/01/2003 | 14.103   |
| 01/01/2004 | 14.382   |
| 01/01/2005 | 14.632   |

## Agermanaments
- Maribor
- Schio